# آنا لازاريفا
آنا لازاريفا (مواليد 31 يناير 1997) هي لاعبة كرة طائرة روسية تلعب في نادي فنربخشة.